# Sarkan
Sarkan (kaz. Сарқан; ros. Сарканд, Sarkand) – miasto w Kazachstanie w obwodzie żetyskim, 10 502 mieszkańców (2021). Położone w paśmie górskim Ałatau Dżungarskim.